# Laurent Gounelle
Pour les articles homonymes, voir Gounelle.
 (septembre 2014).
Si vous disposez d'ouvrages ou d'articles de référence ou si vous connaissez des sites web de qualité traitant du thème abordé ici, merci de compléter l'article en donnant les références utiles à sa vérifiabilité et en les liant à la section « Notes et références ».
Laurent Gounelle, né le 10 août 1966 à L'Haÿ-les-Roses, est un écrivain français.

## Biographie
Après ses études secondaires,  il s'oriente vers les sciences économiques et obtient un diplôme de l'université Paris-Dauphine en 1988, puis poursuit ses études par un troisième cycle à la Sorbonne[Laquelle ?].
Il devient ensuite chargé d’études financières dans une grande société. Il estime s'être trompé de voie et est finalement licencié. Au cours des années suivantes, il enchaîne différents postes, traversant selon ses dires une profonde crise existentielle,. 
Il s'intéresse alors au développement personnel, puis à la psychologie et à la philosophie. Il se forme aux États-Unis, ainsi qu'en Europe et en Asie[Où ?], auprès de penseurs et autres sages comme des chamanes. Il devient consultant en relations humaines pendant quinze ans.
Laurent Gounelle écrit son premier roman en 2007, à la suite de la perte de plusieurs êtres chers et juste avant la naissance de son premier enfant, intitulé L'Homme qui voulait être heureux. Ce roman devient un best-seller, no 1 des ventes en France, puis est traduit dans plus de vingt-cinq langues,,.
Son deuxième roman, Les dieux voyagent toujours incognito (uk), est publié en 2011 et reçoit le prix du roman d'entreprise.
Son troisième roman, Le Philosophe qui n'était pas sage paraît en 2012 dans une coédition Plon/Kero. Laurent Gounelle y dénonce sous forme de satire la société occidentale moderne. Comme les précédents, ce roman devient un best-seller en cours de traduction dans de nombreuses langues,.
En 2019, Laurent Gounelle co-écrit avec l’historienne de l’art Camille Told le livre L’Art vous le rend bien où il aborde des thèmes universels comme la beauté, la nature, la spiritualité - à travers des tableaux et des sculptures d’artistes du monde entier.
En 2021, paraît son roman, Intuitio dont l'intrigue est construite  autour de la vision à distance (remote viewing).  Dans le prologue, l'auteur détaille une expérience de vision à distance qu'il prétend avoir vécue avec Alexis Champion, directeur de l'institut IRIS. 

## Œuvre
- L’Homme qui voulait être heureux, Éditions Anne Carrière, 2008
- Les Dieux voyagent toujours incognito [« Dieu voyage toujours incognito »], Éditions Anne Carrière, 2010 (ISBN 978-2-266-21915-0) - Prix du roman d'entreprise 2011[8]
- Le Philosophe qui n’était pas sage, coédition Plon–Kero, 2012
- Le Jour où j'ai appris à vivre, Éditions Kero, 2014
- Et tu trouveras le trésor qui dort en toi, Éditions Kero, 2016
- Je te promets la liberté, Calmann-Lévy, 2018
- L'Art vous le rend bien, Calmann-Lévy, 2019 (ISBN 978-2-7021-6749-6 et 2-7021-6749-7, OCLC 1130105277, lire en ligne)
- Intuitio, Calmann-Lévy, 2021
- Le Réveil, Calmann-Lévy, 2022 (ISBN 978-2-7021-6976-6)
- Un monde presque parfait, Mazarine, 2024[2]

## Chiffres des ventes
| Année de sortie                                                    | Titre                                     | Nombre de ventes |
| ------------------------------------------------------------------ | ----------------------------------------- | ---------------- |
| 2008                                                               | L'Homme qui voulait être heureux          | 250 000          |
| 2010                                                               | Les Dieux voyagent toujours icognito      | N/D              |
| 2012                                                               | Le philosophe qui n’était pas sage        | 90 000           |
| 2014                                                               | Le jour où j’ai appris à vivre            | N/D              |
| 2016                                                               | Et tu trouveras le trésor qui dort en toi | N/D              |
| 2018                                                               | Je te promets la liberté                  | N/D              |
| 2019                                                               | L'Art vous le rend bien                   | N/D              |
| 2021                                                               | Intuitio                                  | N/D              |
| 2022                                                               | Le réveil                                 | 95 000           |
| 2024                                                               | Un monde presque parfait                  | 75 000           |
| Le sigle « N/D » signifie que les données ne sont pas disponibles. |                                           |                  |